# آیفون ۵سی
آیفون ۵سی (به انگلیسی: iPhone 5C) تلفن هوشمند صفحه لمسی که توسط شرکت اپل توسعه یافته‌است. این تلفن هوشمند در دهم سپتامبر ۲۰۱۳ به همراه آیفون ۵اس در کوپرتینو در دو مدل ۱۶ و ۳۲ گیگابایتی معرفی شد. آیفون ۵سی اولین آیفون معرفی شده‌است که برای بازار میان‌رده طراحی شده‌است. جنس بدنه آن پلی‌کربنات است و در پنج رنگ مختلف عرضه می‌شود.
قیمت مدل ۱۶ گیگاباتی با قرارداد ۵۰ تا ۹۹ دلار و بدون قرارداد ۵۴۹ دلار قیمت مدل ۳۲ گیگاباتی با قرارداد ۱۹۹ دلار و بدون قرارداد ۶۴۹ دلار است. معنی سی به انگلیسی(c)مخفف کلمه(color)یعنی رنگ هست. در واقع آیفون ۵سی یعنی ایفون۵رنگی.

## ویژگی‌ها
- دارای پنج رنگ آبی، صورتی، سفید، سبز و زرد
- پردازنده A6
- صفحه نمایش ۴ اینچی رتینا
- دوربین ۸ مگاپیکسل
- فلاش LED
- سیری